# Gejza Csákvári
Gejza Csákvári (15. března 1938 Bíňa – 1. listopadu 2020 Košice), často uváděný jako Csakvári, byl slovenský fotbalista (levý obránce).

## Fotbalová kariéra
V československé lize hrál za Jednotu/VSS Košice a Duklu Pardubice. Nastoupil v 82 ligových utkánícha a dal 1 ligový gól.

## Ligová bilance
| Ročník                                     | Zápasy | Góly | Minuty | Klub            |
| ------------------------------------------ | ------ | ---- | ------ | --------------- |
| 1. československá fotbalová liga 1958/1959 | 22     | 0    | 1 937  | Jednota Košice  |
| 1. československá fotbalová liga 1959/1960 | 3      | 0    | 247    | Jednota Košice  |
| 1. československá fotbalová liga 1959/1960 | 7      | 0    | 630    | Dukla Pardubice |
| 1. československá fotbalová liga 1963/1964 | 22     | 0    | 1 911  | VSS Košice      |
| 1. československá fotbalová liga 1964/1965 | 10     | 1    | 863    | VSS Košice      |
| 1. československá fotbalová liga 1965/1966 | 4      | 0    | 360    | VSS Košice      |
| 1. československá fotbalová liga 1966/1967 | 11     | 0    | 845    | VSS Košice      |
| 1. československá fotbalová liga 1968/1969 | 3      | 0    | 122    | VSS Košice      |
| CELKEM                                     | 82     | 1    | 6 915  |                 |